# أم تينة (سمعان)
أم تينة قرية سوريّة تتبع إداريّاً لمحافظة حلب منطقة جبل سمعان ناحية تل الضمان، بلغ تعداد سكانها 379 نسمة حسب التعداد السكاني لعام 2004.